# Fontaine-les-Coteaux
Fontaine-les-Coteaux is een gemeente in het Franse departement Loir-et-Cher (regio Centre-Val de Loire) en telt 369 inwoners (2004). De plaats maakt deel uit van het arrondissement Vendôme.

## Geografie
De oppervlakte van Fontaine-les-Coteaux bedraagt 22,1 km², de bevolkingsdichtheid is 16,7 inwoners per km².
De onderstaande kaart toont de ligging van Fontaine-les-Coteaux met de belangrijkste infrastructuur en aangrenzende gemeenten.

## Demografie
Onderstaande figuur toont het verloop van het inwonertal (bron: INSEE-tellingen).